# Behortwulf de Mercia
Beorhtwulf (que significa "lobo brillante"; también escrito como Berhtwulf; falleció en el año 852) fue rey de Mercia, un reino parte de la Inglaterra anglosajona, desde el 839 u 840 hasta 852. Se desconocen sus ancestros, aunque podría haber estado emparentado con Beornwulf, quien gobernó Mercia en la década del 820. 
Wiglaf el predecesor de Beorhtwulf casi no acuñó monedas, pero Beorhtwulf comenzó a acuñar monedas de Mercia al poco tiempo de comenzar su reinado, inicialmente muy similares a las monedas de Æthelwulf de Wessex, y posteriormente con diseños diferentes. Los vikingos atacaron al cabo de uno o dos años de que Beorhtwulf fuera coronado: la provincia de Lindsey fue asolada en el 841, y Londres, un centro clave del comercio de Mercia fue atacado al año siguiente. Otro ataque vikingo sobre Londres que sucedió en el 851 "hizo que Beorhtwulf debiera huir", según relata la Anglo-Saxon Chronicle; posteriormente los vikingos fueron derrotados por Æthelwulf. Esta campaña vikinga parece tuvo un importante efecto sobre la economía de Mercia, ya que el volumen de moneda acuñada en Londres se redujo mucho luego del 851.
Parece que el control de Berkshire pasó de Mercia a manos del reino de Wessex durante el reinado de Beorhtwulf. Existen registros de una rebelión de los galeses contra el sucesor de Beorhtwulf, Burgred, poco tiempo después del fallecimiento de Beorhtwulf, lo que indicaría que Beorhtwulf había sido su señor. Las cartas del reinado de Beorthwulf indican que tuvo una relación tensa con la iglesia, ya que Beorhtwulf les quitó tierras y posteriormente se las devolvió.
Parece que Beorhtwulf y su esposa, Sæthryth, tuvieron dos hijos, Beorhtfrith y Beorhtric. Se sabe que Beorhtric fue testigo de las cartas emitidas por su padre, aunque antes de que finalizara el reinado de Beorhtwulf ya no aparece como testigo. Beorhtfrith aparece en registros posteriores que describen el asesinato de Wigstan, el nieto de Wiglaf, en una pelea sobre el plan de Beorhtfrith de contraer matrimonio con Ælfflæd la madre viuda de Wiglaf. No existe ningún registro disponible que indique la muerte de Beorhtwulf, pero se cree que falleció en el 852.

## Antecedentes y fuentes

Los reinos de Bretaña a comienzos del siglo.

Durante gran parte del siglo VIII, Mercia fue el reino anglosajón dominante. La influencia de Mercia en los reinos del sureste de Kent, East Anglia, y Essex continuó hasta comienzos de la década del 820 bajo Coenwulf de Mercia. Sin embargo, la muerte de Coenwulf en el 821 marcó el comienzo de un periodo durante el cual Mercia sufrió conflictos dinásticos y derrotas militares que redibujaron el mapa político de Inglaterra. Cuatro (posiblemente cinco) reyes, de lo que parecen ser cuatro diferentes familias o grupos, gobernaron Mercia a lo largo de los próximos seis años. Muy poca información genealógica ha llegado hasta nuestros días sobre estos reyes, pero dado que los nombre anglosajones a menudo incluyen elementos comunes iniciales de todos o casi todos los miembros de una familia, los historiadores han sugerido que los grupos familiares de este periodo pueden ser reconstruidos a partir de la similitud de sus nombres. Se pueden reconocer tres familias competidores en las cartas y listas reales de esta época: los grupos C, Wig y B. El grupo C, que incluyó a los hermanos Coenwulf, Cuthred de Kent, y Ceolwulf, dominó durante el periodo posterior a las muertes de Offa de Mercia y su hijo Ecgfrith en 796. Ceolwulf fue depuesto en el 823 por Beornwulf, tal vez el primero del grupo B, quien murió peleando contra Estanglia en 826. Fue sucedido por Ludeca, el cual se desconoce a cual de los tres grupos pertenecía, quien fue matado en batalla al año siguiente. Luego de la muerte de Ludeca, el primer miembro de la familia Wig toma el poder: Wiglaf, quien falleció en el 839 u 840.
Beorhtwulf, que asciende al trono ese año, es probable proviniera del grupo B, que también podría haber incluido a Beornred quien "retuvo el poder por poco tiempo" luego del asesinato del rey Æthelbald en 757.
Un modelo alternativo de sucesión en Mercia consiste en que varios grupos familiares podrían haber competido por la sucesión. Los subreinos de Hwicce, Tomsæte, y Gaini son ejemplos de dichas bases de poder. También es posible que las alianzas mediante matrimonios hayan desempeñado un papel. Caudillos tales como los denominados "dux" o "princeps" en las cartas (o sea líderes), podrían haber ayudado a los reyes a hacerse con el poder. Según este modelo los reyes de Mercia son poco más que nobles destacados.
Una fuente importante de este periodo es la Anglo-Saxon Chronicle, una colección de anales en Old English que narra la historia de los anglosajones. Si bien la Chronicle fue una producción de West Saxon, y a veces se considera que se encuentra sesgada en favor de Wessex. Han sobrevivido diplomas del reinado de Beorhtwulf; estos eran documentos que otorgaban tierras a seguidores o a hombres de la iglesia y testificaban en ellas los reyes que tenían la autoridad de ceder la tierra.  Una carta puede registrar los nombres de un vasallo del rey y su señor en la lista de testigos anexada a la cesión.  Un ejemplo de las listas de testigos se observa en el Ismere Diploma, , donde Æthelric, hijo del rey Oshere de los Hwicce, es descripto como un "subregulus", o subrey, de Æthelbald de Mercia.